# Hip-hop en Arabie saoudite
Le hip-hop en Arabie saoudite, ou rap saoudien, désigne la culture hip-hop en Arabie saoudite. Le mouvement hip-hop/rap saoudien émerge dans les années 2000, représentant une nouvelle ère dans ce royaume musulman ultraconservateur. Les artistes hip-hop utilisent ce mouvement comme un moyen de s'exprimer sur un beat hip-hop.

## Histoire
Le mouvement hip-hop en Arabie saoudite est composé de rap, breakdance et RnB. Qusai (en), l'un des rappeurs saoudiens et ambassadeur du genre, confirme que faire du hip-hop est difficile en Arabie saoudite d'autant plus que la liberté d'expression est un facteur non-permis en Arabie saoudite[réf. nécessaire]. De son côté, en 2009, dans les rangs du développement du hip-hop saoudien, l'animateur radio Big Hass, fonde le Re-Volt Magazine consacré à la culture hip-hop arabe après être « tombé amoureux » du genre. 
Les concerts qui donnent l'opportunité aux rappeurs saoudiens de s'exprimer sont limités dans le pays.  Cependant, en 2016, des centaines d'hommes et de femmes, assis côte-à-côte dans un pays où la mixité est interdite, crient leur joie devant le groupe iLuminate de New York, aux États-Unis. Ailleurs dans le monde, cela aurait été une soirée normale mais, dans un pays islamique sans cinéma, sans théâtre et où la puissante de la hiérarchie religieuse contrôle tout, le spectacle d'iLuminate apparait comme un signe annonciateur de bouleversements, déjà perceptibles sur les réseaux sociaux. Ce spectacle annonce une nouvelle ère dans le pays. Miral Kotb, directrice d'iLuminate, déclare que « c'est l'un des meilleurs (spectacles) que nous ayons donnés et nous nous sommes produits partout dans le monde. On a pu ressentir l'amour, l'énergie et l'excitation », ajoute-t-elle.  
En 2018, la rappeuse Moon se popularise dans le mouvement hip-hop saoudien. En 2020, Asayel Slay, une autre rappeuse saoudienne, lance son morceau intitulé Girl of Mecca, dans lequel elle donne la valeur à la femme saoudienne originaire de la ville de La Mecque. Elle est par la suite menacée d'être envoyée en prison pour avoir rappé et dansé dans un bar avec des hommes,.

## Artistes notables
Ils comprennent notamment : Qusai (en), Moon, et Asayel Slay.